# Nikki DeLoach
 (juin 2016).
Si vous disposez d'ouvrages ou d'articles de référence ou si vous connaissez des sites web de qualité traitant du thème abordé ici, merci de compléter l'article en donnant les références utiles à sa vérifiabilité et en les liant à la section « Notes et références ».
Pour les articles homonymes, voir DeLoach.
Nikki DeLoach, née Ashlee Nicole DeLoach,  le 9 septembre 1979 à Waycross, (Géorgie, États-Unis), est une actrice et chanteuse américaine.

## Carrière
Sa carrière commence quand elle joue dans "Le Mickey Mouse" aux côtés de célébrités notables telles que Justin Timberlake, Ryan Gosling, Christina Aguilera et Britney Spears entre 1993 et 1995. Les Truands (Traveller) de Jack N. Green et Gunfighter’s Moon de Larry Ferguson (1997) marquent ses débuts au cinéma.
Devenue jeune adulte, elle retrouve des rôles récurrents dans North Shore : Hôtel du Pacifique (2004-2005), Windfall : Des dollars tombés du ciel (2006), Des jours et des vies (2007-2009) et Awkward (2011).
Nikki DeLoach est aussi invitée comme guest star dans Parents à tout prix, Les Experts : Manhattan, Cold Case : Affaires classées et FBI : Portés disparus (2005-2008).
Elle réinvestit ensuite le cinéma dans des seconds rôles de comédies comme Super blonde (Fred Wolf, 2008) et An American Carol (David Zucker, 2008).
Elle côtoie le film d'horreur (Maskerade de Griff Furst, 2010) et de mystère (The Trial de Gary Wheeler, 2010) avec Matthew Modine.
Matthew Leutwyler l'invite à rejoindre ses chroniques The River Why (en) (en) (2010) et Answers to Nothing (en) (en) (2011).
Après un petit rôle dans Love, et autres drogues d’Edward Zwick (2010), elle incarne une actrice vedette aux côtés de Florence Foresti et Jamel Debbouze dans la comédie française Hollywoo, de Frédéric Berthe et Pascal Serieis, en 2011.
Elle est occasionnellement coprésentatrice pour la diffusion en direct sur Internet de l'émission The Young Turks.

## Vie privée
Elle a épousé Ryan Goodell, un ancien membre du groupe Take 5, en septembre 2009. En avril 2013, Nikki DeLoach a annoncé qu'elle était enceinte. Leur premier fils William Hudson Goodell est né le 22 octobre 2013. Leur second enfant, Bennet Christopher Goodell, est né le 20 septembre 2017.

## Filmographie

### Cinéma

#### Longs métrages
- 1997 : Les Truands (Traveller) de Jack N. Green : Kate
- 1995 : Gunfighter's Moon de Larry Ferguson : Kristen Yarnell
- 2001 : Longshot de Lionel C. Martin : Innosense
- 2006 : Traque sur Internet 2.0 (The Net 2,0) de Charles Winkler : Hope Cassidy (directement sorti en vidéo)
- 2008 : Super Blonde (The House Bunny) de Fred Wolf : une fille blonde super grande
- 2008 : An American Carol de David Zucker : Lily
- 2010 : The River Why (en) de Matthew Leutwyler : Ma, jeune
- 2010 : Love, et autres drogues (Love and Other Drugs) d'Edward Zwick : Christy
- 2010 : L'affaire McClain (Robert Whitlow's The Trial) de Gary Wheeler : Mindy
- 2010 : Flying Lessons de Derek Magyar : Mila
- 2011 : Maskerade de Griff Furst : Jennifer
- 2011 : Answers to Nothing de Matthew Leutwyler : Georgia (non créditée)
- 2011 : Hollywoo de Frédéric Berthe : Jennifer Marshall
- 2013 : The Hunted de Josh Stewart : Ashlee
- 2013 : Le Diable en personne (The Devil's in the Détails) de Waymon Boone : Claire
- 2015 : A Kind of Magic de Tosca Musk : Sara

#### Courts métrages
- 2013 : Blood Moon de Diana Valentine : Melinda
- 2013 : Another Happy Anniversary de Miranda Bailey : Jeanne
- 2013 : Saving Norman de Hanneke Schutte : Belinda
- 2014 : Ricky Robot Arms de Mark Manalo : Bre
- 2016 : The After War de Giorgio Litt : Jennifer

### Télévision

#### Séries télévisées
- 1993 : Emerald Cove : Angela Malloy
- 1995 : Misery Loves Company (en) : Tracy (8 épisodes)
- 1997 : Walker, Texas Ranger : Jessica Curtis  (1 épisode)
- 2004-2005 : North Shore : Hôtel du Pacifique : Mary Jane Bevans (rôle principal - 21 épisodes)
- 2005 : Parents à tout prix : Chissy (1 épisode)
- 2006 : Les Experts : Manhattan : Lorelie Dennis (1 épisode)
- 2006 : Windfall : Des dollars tombés du ciel : Sunny van Hattem (rôle principal - 11 épisodes)
- 2007-2009 : Des jours et des vies : Brenda (rôle récurrent - 12 épisodes)
- 2007 : Cold Case : Affaires classées : Tessie Bartram en 1982 (1 épisode)
- 2008 : FBI : Portés disparus : Lacey Morgan (1 épisode)
- 2011 : Traffic Lights : Alisha (1 épisode)
- 2011 : The Defender : Amanda (1 épisode)
- 2011-2016 : Awkward : Lacey Hamilton (rôle principal - 83 épisodes)
- 2012 : Ringer : Shaylene Briggs (3 épisodes)
- 2013 : Les Experts : Heather Conner  (1 épisode)
- 2014 : NCIS : Enquêtes spéciales : Colonel Leland (1 épisode)
- 2014 : Esprits Criminels : Audrey Hansen (Saison 10, épisode 10)
- 2014 : Major Crimes : Laura Day (1 épisode)
- 2014 : The Exes : Katie (1 épisode)
- 2015 : Mad Men : Cheryl (1 épisode)
- 2015 : The Player : Monica (1 épisode)
- 2015 : Sirens : Sheila (1 épisode)
- 2015 : Castle : Annie Klein (1 épisode)
- 2015 : Grey's Anatomy : Charlotte (Saison 12, épisode 8)
- 2016 : Noches con Platanito : rôle non communiqué (1 épisode)
- 2016 : HelLa : Nikki (1 épisode)
- 2021 : 9-1-1 : Janell Hansen (1 épisode)

#### Téléfilms
- 1996 : Never Give Up: The Jimmy V Story de Marcus Cole : rôle inconnu
- 2007 : Law Dogs de Adam Bernstein : Officier Beth Giles
- 2012 : De l'amour pour Noël (A Golden Christmas 3) de Michael Feifer : Julia
- 2015 : Le pays de Noël (Christmas Land) de Sam Irvin : Julie Cooper
- 2016 : The Jury de Neil Burger : Haley
- 2016 : Noël à pile ou face (A Dream of Christmas) de Gary Yates : Penny
- 2017 : La saison du coup de foudre (The Perfect Catch) de Steven R. Monroe : Jessica
- 2018 : Une bague sous le sapin (Reunited at Christmas) de Steven R. Monroe : Samantha
- 2019 : La recette du coup de foudre (Truly, Madly, Sweetly) de Ron Oliver : Natalie
- 2019 : Un coup de foudre en garde partagée (Love to the Rescue) de Steven R. Monroe : Kate
- 2019 : Les 12 traditions de Noël (Two Turtle Doves) de Lesley Demetriades : Sharon
- 2019 : Un coup de foudre vertigineux (Love Takes Flight) de Steven R.Monroe : Lizzie
- 2020 : Un Associé à Croquer (Sweet Autumn) de Gary Yates : Maggie
- 2021 : Chassez l'amour, il revient au galop (Taking the Reins) de Claire Niederpruem : Samantha
- 2021 : Five More Minutes de Linda-Lisa Hayter: Clara Bingham
- 2022 : Curious Caterer: Dying for Chocolate de Anthony C. Metchie : Goldie
- 2022 : The Gift of Peace de Fred Gerber : Traci
- 2022 : Mon miracle de Noël (Five More Minutes: Moments Like These) de Kevin Fair : Clara Bingham
- 2023 : Curious Caterer: Grilling Season de Paul Ziller : Goldie
- 2023 : Curious Caterer: Fatal Vows de Paul Ziller : Goldie
- 2023 : A World Record Christmas de Jason Bourque : Marisse Parsons
- 2024 : Véritable justice : liens familiaux (True Justice: Family Ties) de Jonathan Wright : Professeur Ambrose
- 2024 : Curious Caterer: Foiled Plans de Paul Ziller : Goldie
- 2024 : Curious Caterer: Forbidden Fruit de David Winning : Goldie
- 2024 : Our Holiday Story de Jason Bourque : Nell

## Distinctions
Sauf indication contraire ou complémentaire, les informations mentionnées dans cette section proviennent de la base de données IMDb.

### Récompenses
- NewFilmmakers Los Angeles 2014 : Meilleure actrice dans une comédie pour Another Happy Anniversary